# Алкимедонт
Алкимедонт или Алкимедон (грч. Ἀλκιμέδων) је у грчкој митологији било име више личности.

## Етимологија
Име Алкимедонт има значење „моћни владар“.

## Митологија
- Према Паусанији, био је херој из Аркадије, према коме је равница у тој земљи добила назив. Имао је кћерку Фијалу, са којом је Херакле имао сина Ехмагору. Када се Фијала породила, Алкимедонт је и њу и дете оставио на планини да умру, али их је Херакле спасио.[1][2]
- У Овидијевим „Метаморфозама“ и према Хигину, један од тиренских морнара који је хтео да одведе малог Диониса са Наксоса, али је био претворен у делфина.[2]
- У Хомеровој „Илијади“, Леркејев син и један од командира Мирмидонаца у Патрокловој служби током тројанског рата.[2][3] Убио га је Енеја.[4]